# Église du Rédempteur de Munich
L'église évangélique luthérienne du Rédempteur ( en allemand : Evangelisch-Lutherische Erlöserkirche) est la plus ancienne église paroissiale évangélique de Schwabing à Munich. Elle a été construite en 1899-1901 selon les plans de Theodor Fischer, en style historiciste et Art nouveau. Elle est dédiée à Jésus-Christ, le Rédempteur.

## Histoire
L'immigration constante de protestants à Schwabing au XIXe siècle (comprenant un nombre disproportionné d'intellectuels et socialement plus aisés) a rapidement rendu trop petite la salle de prière qui existait dans la propriété Haimhauser Straße 1 depuis 1893. Pour cette raison, Theodor Fischer a créé les premières conceptions concrètes de la sixième église paroissiale évangélique luthérienne à Munich en 1897, au nom d'une association de construction d'églises précédemment fondée. Ce faisant, il s'est inspiré de l'église Sainte-Anne de Lehel, conçue quelques années auparavant par Gabriel von Seidl. Après l'achat du terrain à bâtir, les préparatifs de construction débutent en 1899, et le 29 avril 1900 la première pierre est posée à l'emplacement de la future chaire. L'église a ouvert le 6 octobre 1901, alors que les fresques n'étaient pas encore achevées.
L'église n'a guère été endommagée pendant la Seconde Guerre mondiale. Elle a été réparée dès 1945 et rénovée en 1947. La dernière rénovation générale a eu lieu en 1976, préservant en grande partie le concept de Theodor Fischer.

## Eléments remarquables
- Fonts baptismaux Art Nouveau (Theodor Fischer, projet 1904, exécution 1938)
- Chapiteaux aux influences Art nouveau (Theodor Fischer, 1901)
- Fresque de l'abside La vie de la communauté sous la protection des exaltés (Linda Kögel, 1904)
- Les deux grandes orgues.

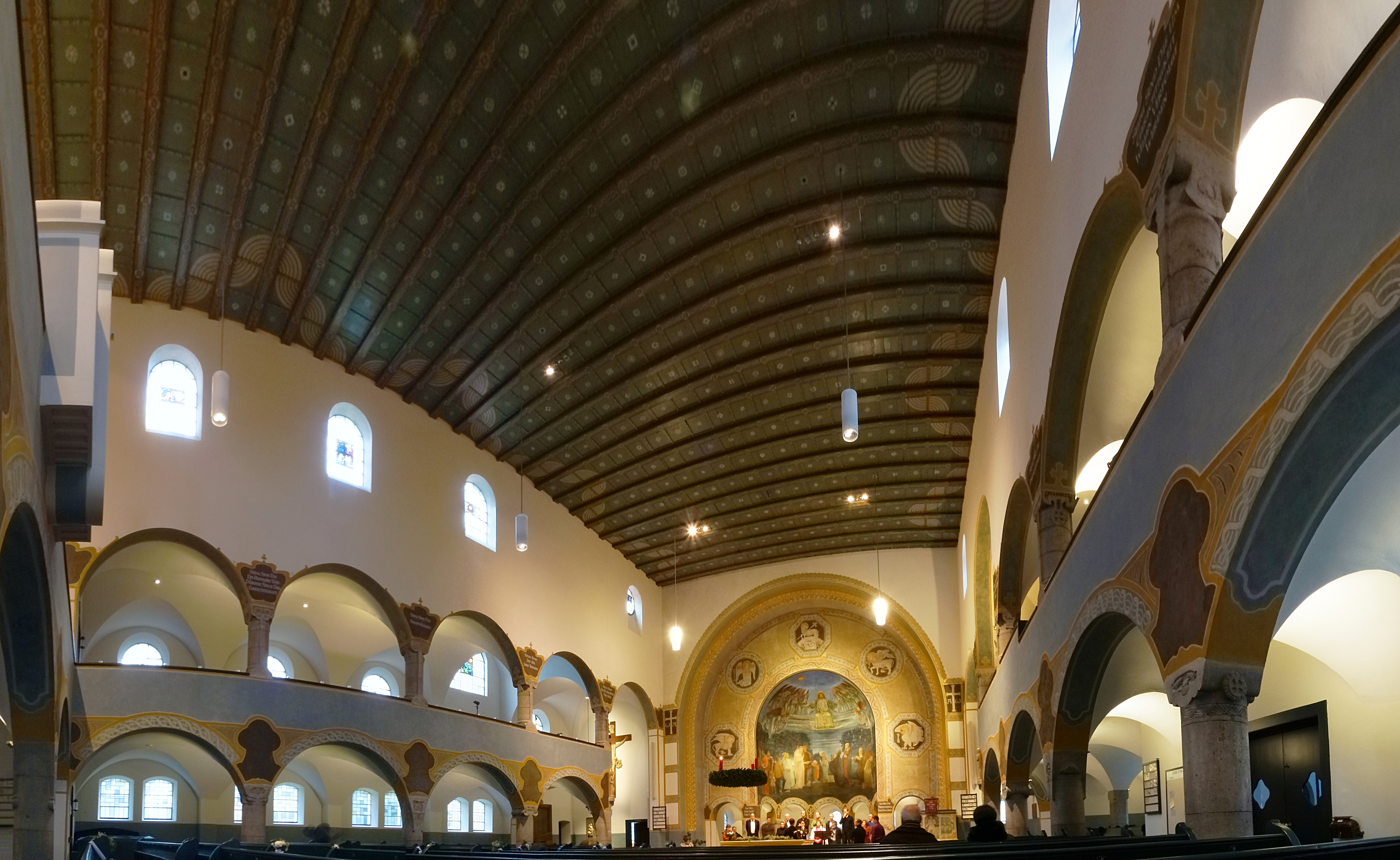
Panorama de l'intérieur.
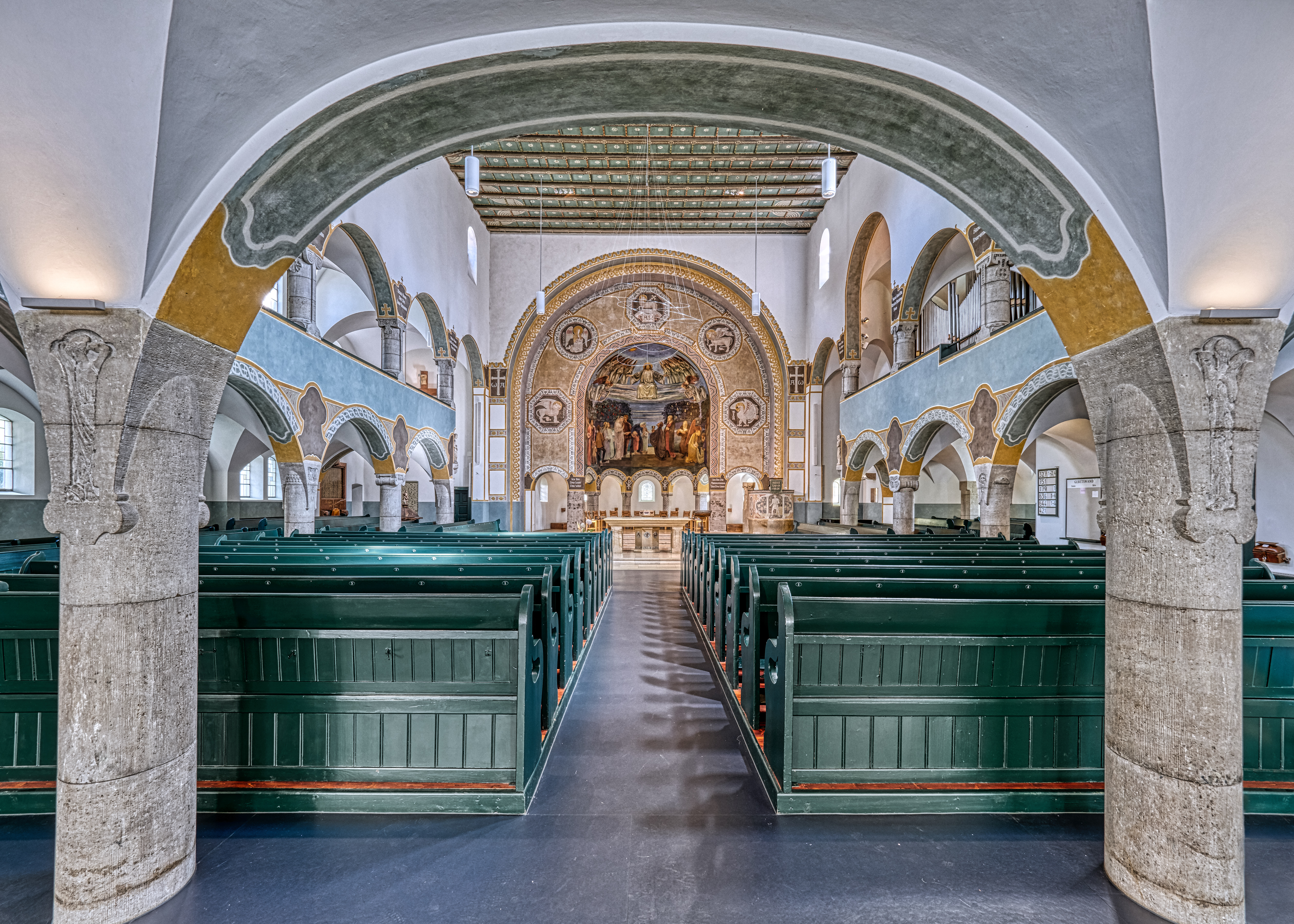
Basilique avec éléments néo-romans.
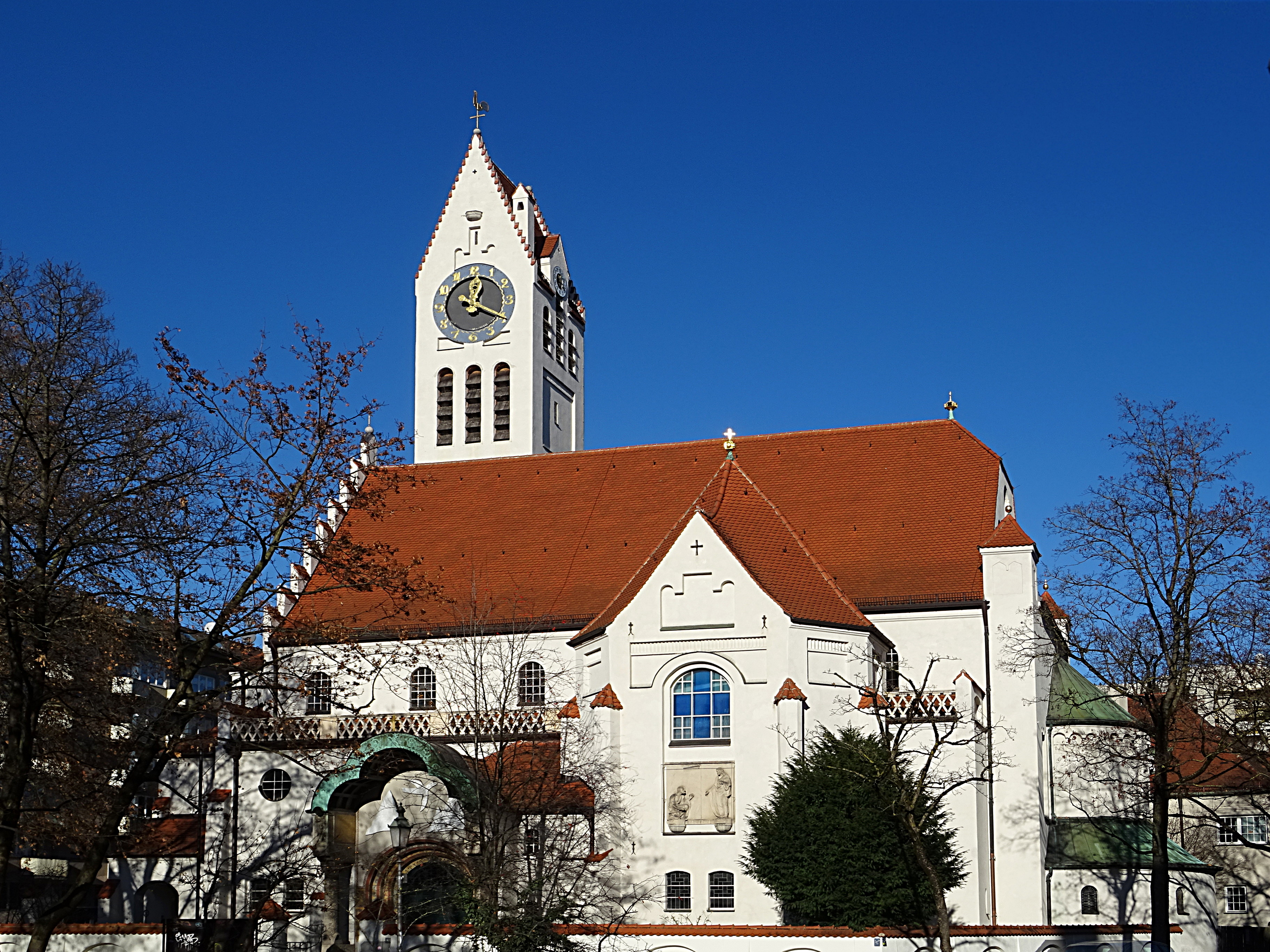
Église du Rédempteur.

## Source de traduction
- (de) Cet article est partiellement ou en totalité issu de l’article de Wikipédia en allemand intitulé « Erlöserkirche (München) » (voir la liste des auteurs).